# Val Müstair
Denna artikel handlar om dalen Val Müstair. För kommunen med samma namn, se: Val Müstair (kommun)

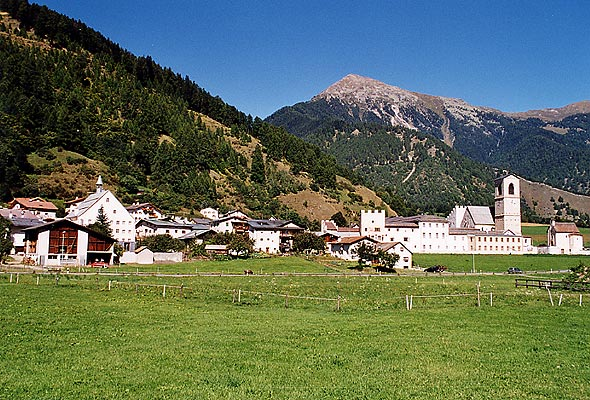
Byn Müstair. Till höger benediktinerklostret St. Johann

Val Müstair (tyska: Münstertal, italienska: Val Monastero) är det rätoromanska namnet på en väst-östlig dal i de Rätiska alperna, i den schweiziska kantonen Graubünden och den italienska regionen Sydtyrolen. Dalen avvattnas av floden Rom (tyska: Rambach, italienska: Ram) med biflöden.

## Geografi
Val Müstair börjar vid Fuornpasset och slutar där Rom mynnar i Adige vid Glurns. Dalen är 26 kilometer lång och Roms avvattningsområde 136 km² stort. Berggrunden består till stor del av sedimentära bergarter, ofta skiffrar. Klimatet är milt och, för Alperna, torrt med en årsnederbörd under 900 mm. Sedan lång tid bevattnas jordbruksmarken genom kanaler.

### Kommunikationer
Dalen saknar både järnväg och motorvägsanslutning. Ofenpasset är öppet året runt och dalen trafikeras i sin längdriktning av postbussar på sträckan Zernez-Mals (Italien). Båda ändpunkterna har järnvägsstation.
En vinterstängd väg över Umbrailpasset leder söder ut till Valtellina.

## Turism
En huvudattraktion är Johannes döparens konvent i Müstair med medeltida fresker. Vandrare kan besöka Schweiz nationalpark på bortsidan av Ofenpasset.  

## Politisk indelning, språk och kristendomsriktningar
Dalen har tre kommuner. I Schweiz: Den rätoromanskspråkiga kommunen Val Müstair. I Italien de tyskspråkiga Taufers im Münstertal och Glurns. Dalen är även konfessionellt delad: Santa Maria och områdena ovanför, är reformerta, medan byn Müstair och den italienska delen är romersk-katolska.

## Historik
- Dalen befolkades under bronsåldern från Adigedalen.
- Runt år 15 f.Kr. erövrades området av Romarriket och inordnades i provinsen Raetien.
- Under Karl den stores regeringstid grundades Johannes döparens konvent i Müstair.
- Dalen lydde under Churs stift som under medeltiden stod i konflikt med tyrolska feodalherrar.
- Som motvikt till Österrike upptogs på 1400-talet Val Müstair och Vinschgau i Gotteshausbund.
- År 1498 förband sig Gotteshausbund med det schweiziska edsförbundet. Året efter krigshärjades dalen i samband med det för Schwabiska kriget avgörande slaget vid Calven, beläget mellan Taufers och Glurns.
- Under 1500-talet lämnade Vinschgau Gotteshausbund och kom under tyrolskt inflytande. Från 1592 syns en delning mellan den rätoromansktalande, huvudsakligen reformerta övre dalen med Müstair och den romersk-katolska, mer tysktalande, nedre delen med Taufers, vilken också senare övergick till Tyrolen.
- Dalen krigshärjades åter under trettioåriga kriget och 1799 under andra koalitionskriget.
- 1803 inlemmades Gotteshausbund i Schweiz.
- 1870-1872 byggdes vägen över Ofenpasset ut och runt 1901 förbättrades Umbrailpassvägen.
- Efter första världskriget tillföll den tyrolska nedre delen av dalen Italien.